# Hongro-Américains
Les Hongro-Américains sont les Américains ayant partiellement ou en totalité des origines hongroises.
Selon l'American Community Survey, pour la période 2011-2015, 1 423 736 personnes déclarent avoir des ancêtres hongrois.
Beaucoup de Hongrois ont fui aux États-Unis après l'insurrection de Budapest en 1956. Un très grand nombre d'entre eux et de leurs descendants sont devenues connus ou reconnus, comme Adrien Brody, Gene Simmons, Tony Curtis, Joaquin Phoenix, Drew Barrymore, George Cukor, Béla Lugosi, Adolph Zukor, Andrew Grove, Karch Kiraly, Béla Bartók, Harry Houdini, Joseph Pulitzer, Albert Szent-Györgyi, Edward Teller, Elie Wiesel, Thomas Szasz, George E. Pataki ou encore King Vidor.
En 2013, 86 406 personnes savaient parler le Hongrois aux États-Unis. 